# Clubiona dunini
Clubiona dunini är en spindelart som beskrevs av Mikhailov 2003. Clubiona dunini ingår i släktet Clubiona och familjen säckspindlar. Inga underarter finns listade i Catalogue of Life.